# Thripadectes melanorhynchus
El trepamusgos piquinegro (Thripadectes melanorhynchus), también denominado hojarasquero negruzco (en Colombia), trepamusgos piconegro (en Ecuador), trepamusgo de pico negro (en Perú) o trepapalo de pico negro, es una especie de ave paseriforme de la familia Furnariidae propia de la región andina del noroeste y oeste de América del Sur.

## Distribución y hábitat
Se distribuye a lo largo de los Andes, desde el centro norte de Colombia, hacia el sur por el este de Ecuador, hasta el sureste de Perú.
Esta especie es considerada poco común en su hábitat natural, el sotobosque de bosques húmedos tropicales de baja montaña y de piedemonte, en altitudes entre 900 y 1700 m.

## Sistemática

### Descripción original
La especie T. melanorhynchus fue descrita por primera vez por el ornitólogo suizo Johann Jakob von Tschudi en 1844 bajo el nombre científico «Anabates melanorhynchus»; su localidad tipo es: «región boscosa de Perú entre 10° S y 12° S».

### Etimología
El nombre genérico masculino «Thripadectes» deriva del griego «thrips, thripos»: carcoma, polilla de la madera, y «dēktēs»: picoteador; significando «que picotea la polilla de la madera»; y el nombre de la especie «melanorhynchus», proviene del griego «melas, melanos»: negro y «rhunkhos»: pico; significando «de pico negro».

### Taxonomía
Los datos genéticos indican que la presente especie es hermana de Thripadectes rufobrunneus y el par formado por ambas es hermano de T. virgaticeps.

### Subespecies
Según las clasificaciones del Congreso Ornitológico Internacional (IOC) y Clements Checklist v.2018, se reconocen dos subespecies, con su correspondiente distribución geográfica:
- Thripadectes melanorhynchus striaticeps (P.L. Sclater & Salvin, 1875) – Andes orientales de Colombia (hacia el sur desde Boyacá y oeste de Casanare).
- Thripadectes melanorhynchus melanorhynchus (Tschudi, 1844) – al este de los Andes en Ecuador (hacia el sur desde Sucumbíos) y Perú (al sur hasta Puno).